# A Hard Day's Night
A Hard Day's Night (укр. «Вечір важкого дня») — третій студійний альбом британського гурту «The Beatles», представлений 10 липня 1964 року на лейблі Parlophone. Платівка посідає 307 місце у «Списку 500 найкращих альбомів усіх часів за версією журналу Rolling Stone»

## Про альбом
Більшість альбому були використані в однойменному фільмі, у якому учасники гурту зіграли самих себе. Зв'язок з фільмом відображений на обкладинці альбому, де обличчя музикантів показано у вигляді кадрів із кінострічки. Дві пісні з альбому — «A Hard Day's Night» і «Can't Buy Me Love»  — були представлені у Великій Британії як сингли і мали величезний успіх серед шанувальників творчості «Бітлз», досягши першого місця в британському хіт-параді. Сам альбом також досяг першого місця в національному хіті-параді й протримався на вершині майже півроку.
Альбом A Hard Day's Night став першим альбомом «Бітлз», що не містив жодної запозиченої пісні. Всі пісні були написані Джоном Ленноном і Полом Маккартні, і саме після виходу альбому A Hard Day's Night композиторський талант «Бітлз» отримав захоплені відгуки з боку музичних критиків. Особлива увага була приділена пісні «Things We Said Today», яка, на думку багатьох фахівців, визначила майбутні зміни в музиці «Бітлз».

## Список композицій
Автор музики і слів Джон Леннон та Пол Маккартні. 
| Сторона 1 | Сторона 1                          | Сторона 1          | Сторона 1  |
| #         | Назва                              | Вокал              | Тривалість |
| --------- | ---------------------------------- | ------------------ | ---------- |
| 1.        | «A Hard Day’s Night»               | Леннон і Маккартні | 2:33       |
| 2.        | «I Should Have Known Better»       | Леннон             | 2:39       |
| 3.        | «If I Fell»                        | Леннон і Маккартні | 2:18       |
| 4.        | «I’m Happy Just to Dance with You» | Гаррісон           | 2:00       |
| 5.        | «And I Love Her»                   | Маккартні          | 2:29       |
| 6.        | «Tell Me Why»                      | Леннон             | 2:09       |
| 7.        | «Can't Buy Me Love»                | Маккартні          | 2:15       |

| Сторона 2 | Сторона 2              | Сторона 2 | Сторона 2  |
| #         | Назва                  | Вокал     | Тривалість |
| --------- | ---------------------- | --------- | ---------- |
| 1.        | «Any Time at All»      | Леннон    | 2:11       |
| 2.        | «I’ll Cry Instead»     | Леннон    | 1:43       |
| 3.        | «Things We Said Today» | Маккартні | 2:35       |
| 4.        | «When I Get Home»      | Леннон    | 2:17       |
| 5.        | «You Can’t Do That»    | Леннон    | 2:33       |
| 6.        | «I’ll Be Back»         | Леннон    | 2:24       |